# 追思白玫瑰
追思白玫瑰是指台灣不滿死刑釋憲案宣判結果的兇殺案死者家屬和反廢死公民團體舉行的抗議活動。2024年12月3日，他們舉行「只有愛如故 十周年追思白玫瑰」活動，向立法院提出「拒絕廢死派大法官」、「修法保障被害人及家屬權益」兩大訴求。

## 背景
台灣37名死刑犯，在2022年陸續提出「法規範憲法審查」，質疑死刑制度的存在與執行，違反《中華民國憲法》保障的平等權、生存權、比例原則。2024年1月25日，憲法法庭公告受理死刑釋憲案，以年齡最大的死刑犯王信福為主案，合併其他36名死刑犯相關聲請審理。同年9月20日，憲法法庭針對37名死囚聲請死刑釋憲案，做出113年憲判字第8號判決，認定隨機殺人，非預謀殺人，非屬「最嚴重」犯罪情節，不得判死。針對部分罪行之判決「唯一死刑」，憲法法庭裁定違憲。此次判決雖然並未廢除死刑，但明顯提升了死刑執行的門檻，加之台灣的死刑制度實際上已處於"凍結"狀態，所以台灣憲法法庭的判決被外界視為「實質廢死」。
高雄師鐸獎於女教師2014年12月3日慘遭嫌劉志明性侵，女師更被榔頭重擊致死，而劉嫌卻因憲法法庭「死刑有條件合憲」判決，成為首件逆轉逃死的定讞案。劉志明被歷審法院認定泯滅人性，毫無教化可能，5度判處死刑，直到大法官作出實質廢死判決，法院依大法官實質廢死判決意旨，認定劉志明是隨機搶劫進而殺人，不是最嚴重犯罪的故意殺人，不能科處死刑，改判無期徒刑，免死定讞。不只劉志明逃死，將來原本被判決定獻的死刑犯，也將因為大法官的實質廢死判決可以逃死。時逢師鐸獎女教師遭殺害案發10週年，社會羣情憤慨，民眾發起以白玫瑰為象徵的社會運動，抗議司法不公。
台灣憲法法庭2024年9月20日宣判死刑釋憲結果，表示死刑合憲但限縮適用範圍。該判決被外界視為「實質廢死」，與高達八成民意反對廢死背道而馳。死刑釋憲案受害者家屬和公民團體打算於2024年12月3日舉行「只有愛如故 十周年追思白玫瑰」活動，向立法院提出「拒絕廢死派大法官」、「修法保障被害人及家屬權益」兩大訴求。

## 經過
2024年11月29日，因不滿死刑釋憲結果，台南殺警案、師鐸獎女教師命案死者家屬與一眾國民黨立委共同召開記者會，宣佈被害者家屬和被害人權益相關團體，將於12月3日案發十週年在凱道舉辦「追思白玫瑰」活動，向政府表示反對廢死。
2024年12月3日，下午1時開始，現場近五百位民眾到場支持反廢死遊行。台南殺警案、新北校園割頸案、土城毒駕案被害家屬都出席。國民黨方面，立委吳宗憲、羅智強、翁曉玲、傅崐萁、王鴻薇、賴士葆、洪孟楷等近半藍委到場力挺，並逐一上台致詞。而民進黨方面，僅王世堅一人到場，民進黨立委王世堅也到場，是唯一出席的綠營政治人物。
師鐸獎女教師命案受害者丈夫張介能在活動上揭露這10年來的心路歷程，並直言在律師數量、精神鑑定等方方面面遭受不公平。他指出除了在更一審中，司法院下屬的法律扶助基金會使用納稅人資金，為劉志明委派了三位辯護律師，而他本人僅得到了犯罪被害人保護協會高雄分會所提供的法律援助。

## 各方反應
12月3日，中華人權協會舉行記者會發布本年度十大人權新聞，第一名就是死刑存廢問題。二、三名分別為職場霸凌和民眾黨主席柯文哲遭羈押。協會理事長高思博、國民黨立委王鴻薇共同呼籲，關心死刑存廢的人參與集會。
國民黨團推薦的學者專家、受害女教師的丈夫、台鋼科技大學助理教授張介能表示，台灣的無期（徒刑）就是有期，對他們家造成的更是無期的痛苦，至於這些被提名人過去的所作所為，可以作為審查的參考，期待台灣的司法不要崩潰。
國民黨立委羅智強痛批將進行司法院大法官人事同意權表決案中，7位大法官裡有6人主張廢死，且民調顯示8成民意反對廢除死刑，8成民意反對大法官用憲法法庭判決實質廢死，表示他無法投票，對不起受害者家屬。